# Saltos ornamentais no Campeonato Mundial de Esportes Aquáticos de 2015 - Plataforma 10 m sincronizado misto
A prova da plataforma 10 m sincronizado misto dos saltos ornamentais no Campeonato Mundial de Esportes Aquáticos de 2015 foi realizada no dia 25 de julho em Cazã na Rússia.

## Medalhistas
| Ouro                          | Prata                                        | Bronze                                    |
| China · Si Yajie · Tai Xiaohu | Canadá · Meaghan Benfeito · Vincent Riendeau | Austrália · Domonic Bedggood · Melissa Wu |

## Resultados
Esses foram os resultados da competição. 
| Pos.              | Nacionalidade   | Saltadores                         | Pontos |
| ----------------- | --------------- | ---------------------------------- | ------ |
| Medalha de ouro   | China           | Si Yajie Tai Xiaohu                | 350.88 |
| Medalha de prata  | Canadá          | Meaghan Benfeito Vincent Riendeau  | 309.66 |
| Medalha de bronze | Austrália       | Domonic Bedggood Melissa Wu        | 308.22 |
| 4                 | Coreia do Norte | Hyon Il-myong Kim Kuk-hyang        | 305.52 |
| 5                 | Rússia          | Nikita Shleikher Yulia Timoshinina | 304.14 |
| 6                 | Itália          | Noemi Batki Maicol Verzotto        | 299.28 |
| 7                 | França          | Benjamin Auffret Laura Marino      | 295.35 |
| 8                 | México          | Paola Espinosa Jahir Ocampo        | 294.24 |
| 9                 | Japão           | Minami Itahashi Yu Okamoto         | 289.92 |
| 10                | Malásia         | Loh Loh Zhiayi Chew Yiwei          | 289.89 |
| 11                | Roménia         | Mara Aiacoboae Cătălin Cozma       | 286.92 |
| 12                | Brasil          | Ingrid Oliveira Luiz Outerelo      | 283.68 |
| 13                | Estados Unidos  | Mark Anderson Samantha Bromberg    | 274.14 |
| 14                | Alemanha        | Dominic Stein My Phan              | 260.46 |
| 15                | Egito           | Maha Abdelsalam Mohab Elkordy      | 207.63 |